# Constance Shulman
Constance Shulman (Tennessee, 4 de abril de 1958) é uma atriz norte-americana, conhecida pela participação na série Orange Is the New Black.